# Списки коміксів

## Списки оригінальних коміксів
Списки, які не залежать від того чи є перекладене українською видання, а просто демонструють послідовність чи простий список коміксів певного тайтлу/серії чи про певного персонажа/команду.
- Список коміксів «Футурама»
- Список коміксів усесвіту Геллбоя

## Списки коміксів виданих українською
- Список українських коміксів
- Список коміксів, перекладених українською